# 聖潔運動
聖潔運動（英語：Holiness movement），是19世紀時美國基督教發起的原教旨主義的運動，源於循道主義創始人約翰·衛斯理。
在基督宗教中，沉靜的人們深信並使這項理念普及，藉著聖靈的權柄，屬肉體的人性能經由信心潔淨，並且透過耶穌饒恕人的罪的一項信仰。有助於包括宣稱的屬靈權柄以及堅守心靈純潔的能力（換句話說，思想與目的就罪來說是未墮落的）。典型教導被認為是源自於聖潔會，例如「全然成聖」（entire sanctification），儘管它更廣泛地稱為「完美基督徒」。

## 約翰衛斯理與聖潔運動的背景
興起於十九世紀的聖潔運動，是由循道會創辦人約翰衛斯理所提出的，所強調的是得救後應追求全然成聖的屬靈經驗。
1735年約翰衛斯理認為英國的社會太複雜，根本無法過聖潔生活，而為了追求內心的平安和聖潔，決定離開英國，到美洲一個新建的殖民地喬治亞，在那裡向印第安人傳道，希望能此擺脫他長期陷落的屬靈危機。但此行並不成功，不只印第安人，就連白人都拒絕福音。1738年2月他失望的回到英國後，巧遇莫拉維弟兄會的成員—彼得波勒。波勒告訴他，信心可以為他帶來「勝過罪的平安心境」和「聖潔的快樂」。於是他開始追求這種經歷和全然的聖潔。衛斯理約翰並稱這重生活為「全然聖潔」，且以此為目標，他深信不久之將來，一定可以追求得到。就在同年，約翰衛斯理被莫拉維亞派信徒的生活表現深深吸引，覺得他們裡外都得救，這也促使他更加積極地去追求「全然成聖」。
而在1739年初的一個聚會中，他得到聖靈感動的經驗，他覺得被聖靈徹底充滿、被上帝的愛所包圍，並藉由上帝的義洗滌內心的罪，使之成為新造的人，這樣重生的感受他稱之為「成聖」的經驗。
這樣「重生」的經驗，對約翰衛斯理來說，「重生」不是指我們悔改得救或基督使我們得著新生命，乃是一種很特別的屬靈經驗，在聚會中，約翰衛斯理感受心中有莫明的火熱，在聖靈充滿下，覺得自己已不再是罪的奴僕，更感受到內在的恩賜能力被釋放出來。這種重生經歷不僅對循道主義運動產生相當的影響，對日後基督教的發展，特別是靈恩運動屬靈傳統的建立，也起了重要的作用。
在英國當時代的背景下，約翰衛斯理的聖潔運動思想，始之於他的屬靈危機，他覺得一個信仰認真的基督徒，總應在生活上竭力追求聖潔。這種重生經歷的教導，聖潔不是在倫理層面能達到的境界，但卻在經驗層面上得著全然聖潔的感覺，所以是一種被動而非主動的聖潔。而要將此主觀化為外在的客觀化，實為困難。
因為約翰衛斯理是一位傳統的基督徒，但一直未能感到清楚的得救，因此感到他的得救經驗是個突出的經驗，而他所追求的成聖經驗，又成為另一次突出經驗，於是將「得救」的經驗和「成聖」的經驗分開，後者稱為「完全成聖」為「第二次恩典」這也就約翰衛斯理神學思想的特徵。

## 聖潔運動的注重
衛斯理「聖潔運動」在理論上並不完備，但在那個時代的人太需要對付「罪」了，「聖潔運動」就這樣蔓延開來。在1775年的時候，在維真尼亞的成聖聚會中有這樣的記錄:「聖潔的信仰在這裡更為眾人所注目，許多人在神面前認罪。」
「聖潔運動」注重的是「經歷感受」，演變至後來有一部份的人只將注意力放至經歷感受，而輕看「真理」和「聖潔的內涵」，而將「感受」作為獲得聖潔的標準。甚至有一些激烈分子失去情緒上的控制，也導致許多偏激的現象產生。隨著偏激的現象越來越厲害，循道會也召開大會，重新研究衛斯理約翰的著作，為要澄清聖潔運動的本意，以及和當時走偏的「成聖主義」劃清界線，這也導致日後循道會的分裂。但不論如何，約翰衛斯理的聖潔運動在當時是為神所祝福的，也成為那時代的大復興，也影響美國的社會趨向，例如:解放黑奴、提高女權、人們脫離黑社會和禁酒等。

## 聖潔運動之發展
在黑奴爭議的美國內戰之前，聖潔運動帶動了美國第一次大覺醒運動。而內戰後的美國道德淪喪、財富不均、貪污等問題層出不窮，因此循道會再次呼籲約翰·衛斯理的聖潔運動，以響應戰後的道德批判。這樣的結果造成了美國第二次大覺醒運動，整個成聖的追求可說在整個美國普遍了起來。
在1876年循道會主辦一個退修會，這次的聚會非常成功，也成立了跨宗派的「全國倡導聖潔退修會協會」。這樣的退修會在全美各地舉行，增加的人數也日益增多，追求成聖的風氣佈滿全美。而早在1870年，聖潔運動已經取得全國優勢，不僅是循道會注重聖潔運動，其他的教會，如長老宗、浸信宗、聖公宗等各宗派都加入聖潔運動的行列。
在二十世紀初，始於美國堪薩斯州托皮卡市，聖潔運動得到決定性的發展。「說方言」的教義在那裏開始發展，是信徒受了聖靈的洗禮證明。這個教義開始的時候，1900年代早期，在美南各州得到少部分的支持。然後是1906年，在洛杉磯亞蘇撒街的第一次奮興會上，才正式將靈洗和說方言連在一起。
所以可說1830年開始，成聖復興運動漸漸激發了美國各基督教宗派。聖潔運動雖帶動了美國大覺醒運動，但在復興的退修會四年之後，循道會的內部產生了衝突，因在這聖潔運動中有一小部份的人追求情緒感受過於真理，這樣的偏激越來極端，導致循道會的分裂。